# Кенийско-мексиканские отношения
Кенийско-мексиканские отношения — двусторонние дипломатические отношения между Кенией и Мексикой.

## История
15 марта 1977 года страны установили дипломатические отношения, спустя четырнадцать лет после обретения Кенией независимости от Великобритании. В марте 1981 года Мексика открыла посольство в Найроби. С момента установления дипломатических отношений страны расширили сотрудничество в научной, образовательной и культурной сфере. В марте 2002 года президент Кении Дэниэл арап Мои принял участие в конференции Monterrey Consensus в Монтеррее.
В 2010 году в Канкуне прошла конференция Организации Объединённых Наций по изменению климата. Среди приглашённых был премьер-министр Кении Раила Одинга. В ходе конференции президент Мексики Фелипе Кальдерон и премьер-министр Кении Раила Одинга провели переговоры и обсудили вопрос об активизации сотрудничества на высоком уровне между лидерами обеих стран, а также достигли консенсуса о сотрудничестве в образовании, защите окружающей среды, авиации, здравоохранении и экстрадиции. В 2011 году и в 2014 году парламентская делегация Кении посетила Мексику для обсуждения вопросов национальной безопасности, борьбы с организованной преступностью, беженцев и финансовом сотрудничестве. В мае 2018 года посол Том Амоло, политический и дипломатический секретарь министерства иностранных дел и международной торговли Кении, совершил визит в Мексику для участия во второй встрече между представителями стран по общим интересам и для укрепления политического и экономического сотрудничества.

## Эмиграция кенийцев в Мексику
Кенийцы относительно недавно стали эмигрировать в Мексику, в основном спортсмены и члены их семей. Кенийские спортсмены в Мексике проводят тренировки на больших высотах для бега на выносливость. Самая большая кенийская община проживает в Толуке, высота населённого пункта над уровнем моря составляет 2667 м и находится в непосредственной близости (4680 м) от Невадо-де-Толука. Штат Сакатекас также привлекает переселенцев из Кении из-за расположения на возвышенности и сходства с географией Кении. Ещё одним фактором, который делает Мексику привлекательной страной для кенийских спортсменов, является её географическое расположение, что позволяет принимать участие в марафонах в Северной и Южной Америке. Мексиканские кенийцы доминируют в национальных марафонах, а часть из эмигрантов отправляет призовые деньги своим семьям в Кению.
Небольшая группа кенийцев в Мексике являются высококвалифицированными специалистами или студентами. Среди известных личностей: бегун Хиллари Кипчирчир Кимайо, актёр Арап Бетке и актриса Люпита Нионго. Бегун Риспер Бияки Гесабва представляла Мексику на Панамериканских играх 2019 года, заработав серебряную медаль в беге на 10000 метров среди женщин.

## Двусторонние отношения
Между странами подписано несколько двусторонних соглашений, таких как: Соглашение об учреждении консультаций по взаимным интересам (2007 год); Соглашение о сотрудничестве в области охраны и сохранения видов, а также охране окружающей среды (2007 год); Соглашение о сотрудничестве в области образования для дипломатии и международных отношений (2008 год); Соглашение о сотрудничестве в области здравоохранения (2010 год) и Соглашение о сотрудничестве независимых избирательных комиссий (2011 год).

## Торговые отношения
В 2017 году объём товарооборота между странами составил сумму 145,6 млн. долларов США. Экспорт Мексики в Кению: кукуруза, зондирующие инструменты и буровые машины, тракторы и алкоголь (пиво и текила). Экспорт Кении в Мексику: растительное масло, хлопковое волокно, чай и кожа. Мексиканские транснациональные компании, такие как: Gruma и Grupo Rotoplas, представлены в Кении.

## Дипломатические представительства
- Интересы Кении в Мексике представлены через посольство в Вашингтоне, Соединённые Штаты Америки[11].
- Мексика содержит посольство в Найроби[12].